# Kłanino (województwo pomorskie)
Kłanino (kaszb. Kłanino, niem. Klanin, dawniej Klianowo) – wieś kaszubska w Polsce położona w województwie pomorskim, w powiecie puckim, w gminie Krokowa przy drodze wojewódzkiej nr 213. Przebiegała tędy trasa linii kolejowej Puck – Krokowa (wschodnia odnoga linii na Mierzeję Helską).
Wieś szlachecka położona była w II połowie XVI wieku w powiecie puckim województwa pomorskiego.
W Kłaninie znajduje się zabytkowy pałac wraz z cennym zespołem parkowym, a także zabudowania dawnego folwarku. W miejscowości tej mieści się również Zespół Szkół Ponadgimnazjalnych im. Stanisława Staszica, istniejący od 1946 r. (dawniej jako Zespół Szkół Rolniczych). Na obrzeżach wsi, przy drodze w kierunku Świecina i Wejherowa znajduje się zabytkowa kapliczka Matki Boskiej Siewnej.
W Kłanine zachował się częściowo układ wsi folwarcznej z pałacem i budynkami mieszkalnymi pracowników folwarku, ale współcześnie główny element zabudowy miejscowości stanowią wielorodzinne bloki z lat 60 i 70. Wzdłuż drogi w kierunku Starzyna dominuje i rozwija się budownictwo jednorodzinne.
W przeciwieństwie do pobliskich wsi, wśród mieszkańców Kłanina znaczny procent stanowi ludność niekaszubska. Jest to związane z napływem nauczycieli i pracowników szkoły z różnych obszarów kraju w latach PRL.
W roku 2006 została oddana do użytku nowoczesna oczyszczalnia ścieków, z której, poza Kłaninem, korzystają pobliskie miejscowości gminy Puck i gminy Krokowa.
W latach 1975–1998 miejscowość administracyjnie należała do województwa gdańskiego.

## Rys historyczny
Pierwsze wzmianki o Kłaninie pochodzą z 1285 r. – w łacińskim zapisie wspomina się o wsi o nazwie „Clenin” graniczącej ze Starzynem. Wiadomo, że w późniejszym okresie miejscowość i pobliskie ziemie były podzielone pomiędzy kilka rodzin szlacheckich m.in. rody Jackowskich, Łyśniewskich, Ustarbowskich i Kłanickich. Według dokumentów biskupich z roku 1600 w Kłaninie znajdowało się 6 dworów szlacheckich. Zanotowano również, że sąsiadująca ze sobą szlachta nie zawsze współistniała pokojowo – przykładem może być zbrojny napad Bożka Kłanickiego na dwór szlachcica Połchowskiego w roku 1640. W pruskim protokole z okresu Pierwszego Rozbioru Polski (1772 r.) odnotowano istnienie 4 właścicieli Kłanina: von Jackowskiego (4 włóki), von Łyśniewskiego (3 włóki), spadkobierców rodu Kłanickich (3 włóki) i Edwarda Ustarbowskiego. Tenże Ustarbowski, przedstawiciel znanego kaszubskiego rodu był ostatnim polskim właścicielem Kłanina (do 1838 r.). Następnie majątek przeszedł w ręce niemieckiej rodziny Grass (krewni niemieckiego pisarza Güntera Grassa), która przebywała w Kłaninie aż do roku 1945 – również w latach 1918–39, kiedy to Kłanino znajdowało się w granicach II RP.

## Zespół pałacowo-parkowy
Pałac w Kłaninie został wybudowany w połowie XVII w., jednak obecny, eklektyczny kształt, zawdzięcza przebudowie z końca XIX w. Prowadzi do niego długa aleja, wysadzana wiekowymi lipami, która kończy się na XIX-wiecznej pałacowej bramie ze stalową, ażurową kratą. Pałac jest murowany z cegły, otynkowany, założony na planie prostokąta z bocznymi skrzydłami, wieżą widokową oraz tarasem na piętrze przy wschodniej elewacji.
Wewnątrz budynku można dostrzec zachowany pierwotny układ pomieszczeń z ogromnym holem. Istotne jest również jego wyposażenie i wystrój w tym wnętrze XVII-wiecznej sieni gdańskiej z charakterystycznymi kręconymi schodami.
Pałac nie uległ zniszczeniu w trakcie II wojny światowej.

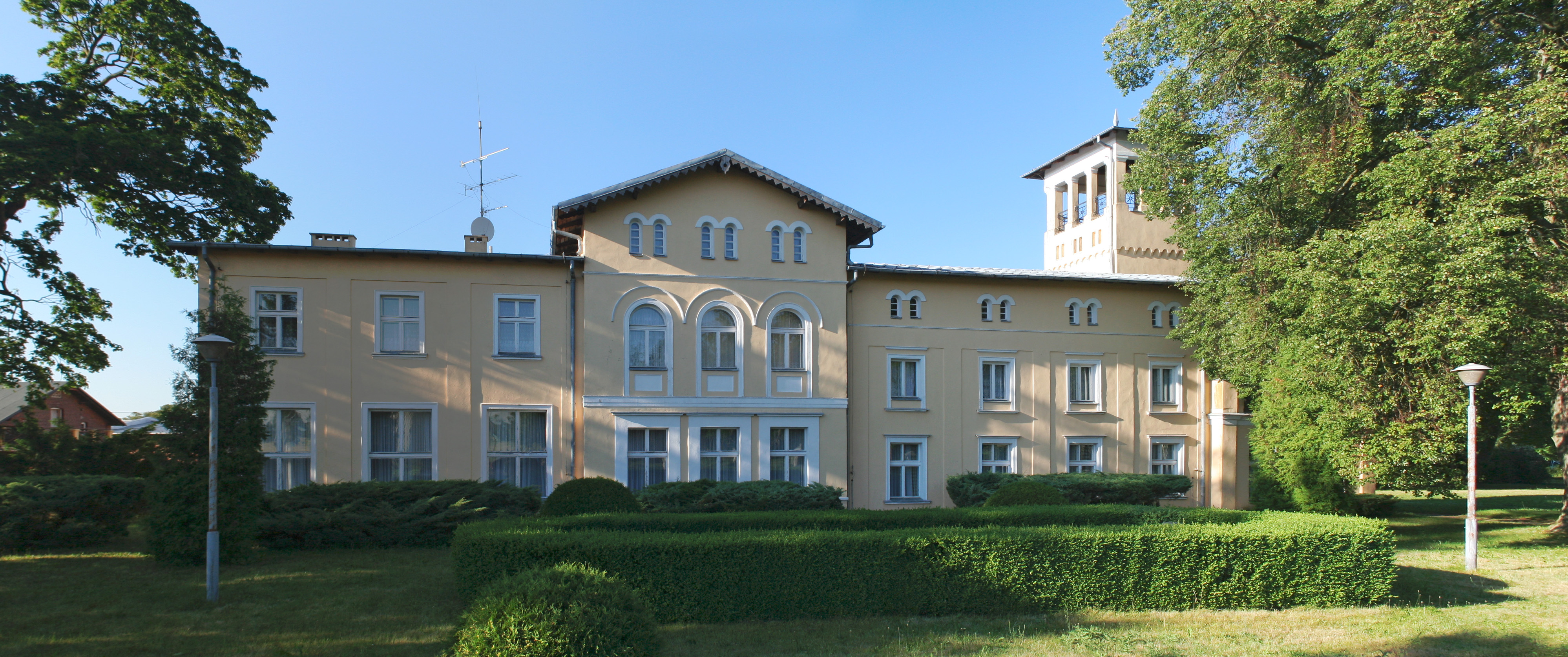
Pałac w 2010 roku

Zabudowania pałacowe otoczone są zabytkowym parkiem z licznymi rzadkimi okazami: miłorzębem japońskim, klonem japońskim, cisami, czy platanem. Wewnątrz parku znajduje się altana z końca XIX w. Zbudowana jest na bazie konstrukcji szkieletowej, wypełnionej cegłą. Niespełna kilka metrów od niej rośnie okazały ponad 300-letni dąb, który został uznany za pomnik przyrody.
Pałac w Kłaninie jest miejscem akcji filmu "Kamerdyner" w reżyserii Filipa Bajona (zdjęcia kręcono w Łężanach na Warmii).